# Cieunteung
Cieunteung is een bestuurslaag in het regentschap Sumedang van de provincie West-Java, Indonesië. Cieunteung telt 3852 inwoners (volkstelling 2010).